# Santa Quitéria (kommun)
Santa Quitéria är en kommun i Brasilien.   Den ligger i delstaten Ceará, i den östra delen av landet, 1 500 km nordost om huvudstaden Brasília. Antalet invånare är 42 759.
Omgivningarna runt Santa Quitéria är huvudsakligen savann. Runt Santa Quitéria är det mycket glesbefolkat, med 4 invånare per kvadratkilometer.